# Chapuisia castaneipennis
Chapuisia castaneipennis es un coleóptero de la familia Chrysomelidae. Fue descrita científicamente en 1939 por Laboissiere.